# Нюгрен, Миа
Миа Нюгрен (швед. Mia Nygren, в браке Рикфорс, швед. Rickfors; род. 1960, Швеция) — шведская фотомодель и актриса. Известна главной ролью в фильме 1984 года «Эммануэль 4».

## Биография
Миа Нюгрен родилась в 1960 году в Швеции. Она начала модельную карьеру в 1980 году. Тогда же она появилась на обложке американской версии журнала L’Officiel. В 1983 году она была выбрана на главную роль в эротическом фильме «Эммануэль 4», обойдя около 3000 конкуренток. В предыдущих картинах серии этого персонажа играла Сильвия Кристель. Кристель также появилась в новом фильме как Эммануэль до пластической операции. В следующем фильме «Эммануэль 5» героиню воплотила уже другая актриса Моник Габриэль.
Нюгрен появилась на страницах таких эротических журналов, как Playboy и Playmen. В 1988 году она снялась в главной роли в немецком эротическом фильме Plaza Real. В конце 1980-х годов завершила карьеру актрисы и модели.
В 2012 году о Мие, которая стала владельцем магазина, вышла статья в шведской газете Aftonbladet в связи со смертью Сильвии Кристель. Бывшая актриса и модель Миа Рикфорс проживала в городе Фалун со своим мужем и пятью детьми. Рикфорс сказала, что никогда не стремилась к славе и хотела как можно быстрее вернуться к своей прежней жизни.